# Fatum (zespół muzyczny)
Fatum (nazwa stylizowana: FATUM) – polski zespół muzyczny wykonujący muzykę z pogranicza hard rocka oraz heavy metalu.

## Historia

### 1984–1990
Zespół powstał na początku lat osiemdziesiątych w Warszawie po połączeniu się hardrockowej formacji Koks, której trzon stanowili Krzysztof Ostasiuk (wokal, klawisze) i Ryszard Kłos (gitara) z grupą Fatum, w której po wielu zmianach personalnych pozostało trzech muzyków: Romuald Kamiński (bas), Andrzej Sikora (perkusja) i Andrzej Blicharz (gitara). Początkowo zespół występował pod szyldem Koks. Po odejściu Ryszarda Kłosa, który zajął się akustyką zespołu i zastąpieniu go przez Jarosława Hertmanowskiego ostatecznie grupa przyjęła nazwę Fatum.
Zespół zadebiutował w Jarocinie w 1985, gdzie został dobrze przyjęty przez publiczność. W tym samym roku z zespołu odszedł Hertmanowski, który powołany został do zasadniczej służby wojskowej. W 1986 roku Fatum wystąpił gościnnie na festiwalu w Jarocinie. Hertmanowskiego zastąpił Kamil Buczkowski, który po krótkim czasie opuścił grupę i przeszedł do grupy Papa Dance. Fatum prezentowało wtedy heavy metal. Jesienią 1986 doszło do kolejnej zmiany personalnej. Zespół opuścił Andrzej Blicharz, a jego miejsce zajął Paweł Koziej z grupy Korpus. Koziej również nie pozostał z zespołem na długo. Podczas koncertów w Moskwie na Warszawskich Dniach Kultury w 1987 roku rolę gitarzysty przejął Piotr Bajus, który później pozostał na stałe w zespole zatrzymując na dłuższy czas ciągłe zmiany personalne. W międzyczasie Krzysztof Ostasiuk wprowadził do zespołu brzmienie instrumentów klawiszowych. Zmieniło to oblicze grupy – był to nadal heavymetalowy zespół, jednak o łagodniejszym brzmieniu. Zespół w tym czasie dokonywał nagrań, które były prezentowane w radiu i telewizji. W 1988 zespół przystąpił do nagrania pierwszego albumu. Płytę zatytułowano Mania szybkości. Ukazała się ona w 1989 nakładem wytwórni Wifon.
Zespół otrzymał Nagrodę Publiczności TVP. Wystąpił również na Krajowym Festiwalu Piosenki Polskiej w Opolu '88. Dostał się na VII miejsce Listy Przebojów Trójki, a w notowaniach PR I Polskiego Radia zajął 1. miejsce. Na liście przebojów Radio Europa w Szwecji I miejsce zajął utwór "Mania szybkości". Jesienią 1988 został zrealizowany teledysk do utworu "Frajer". Fatum koncertowało w Rosji, na Ukrainie, w Białorusi, a także w Gruzji i Abchazji gdzie grupa była bardzo entuzjastycznie przyjęta przez tamtejszą publiczność. 
W 1989 zespół nagrał muzykę do filmu Pawła Karpińskiego Czarodziej z Harlemu. Utwór "Demon" wykorzystano w serialu TVP pod tytułem W labiryncie. W 1990 zespół zawiesił działalność.

### 1993–1995
Pierwsza reaktywacja zespołu nastąpiła w 1993, w składzie: wokalista Krzysztof Ostasiuk, gitarzysta Piotr Bajus, klawiszowiec Marek Makowski, basista Aleksander Żyłowski oraz perkusista Andrzej Sikora. W tym samym roku zespół wydał płytę Demon, stylistycznie podobną do wcześniejszych dokonań grupy. Do utworów "Deszczowa piosenka" i "Zamknięta w moim sercu" nagrano teledyski. W 1995 Fatum zostało ponownie rozwiązane.

### 2000–2006
W 2000 roku z inicjatywy Piotra Bajusa nastąpiła kolejna reaktywacja zespołu. W 2002 wykrystalizował się nowy stały skład – na klawiszach zagrał Tomasz Dudar, a na gitarze Arek Wiśniewski. Zespół zrealizował materiał na nową płytę, która miała ukazać się jesienią 2002. 12 kwietnia 2002 w klubie Kopalnia w Warszawie odbył się ostatni występ z Krzysztofem Ostasiukiem – w nocy z 13 na 14 kwietnia 2002 zmarł on w szpitalu w Warszawie.
W maju 2002 w klubie Kopalnia w Warszawie odbył się koncert poświęcony pamięci Ostasiuka. Na koncercie pojawili się muzycy, którzy zdecydowali się zagrać charytatywnie, a wśród nich grupa Afera, Maciej Nowak z zespołem Hetman i Fatum, które na koncercie wsparli Norbert "Smoła" Smoliński, Tomasz Spodyniuk (Bajm) i Rafał Bajus. 27 maja 2003 w Klubie Proxima odbył się drugi koncert poświęcony pamięci Krzysztofa Ostasiuka. Koncerty poświęcone pamięci wokalisty odbywały się co roku w maju.
W 2004 zawiązał się nowy skład Fatum. Zmarłego Krzysztofa Ostasiuka zastąpił wokalista Łukasz Szemraj. Skład uzupełniali: Piotr Bajus (gitara), Michał Przybyła (gitara basowa), Marcel Piszczerowicz (perkusja), Tomek Dudar (instrumenty klawiszowe) i Rafał Bajus (gitara). W 2004 i 2005 zespół zagrał w tym składzie serię koncertów. W roku 2005 ukazała się reedycja płyty Mania szybkości w formacie CD. W 2006 zespół ponownie zawiesił działalność.
W 2007 w Londynie zmarł były basista zespołu Aleksander Żyłowski.

### Od 2016
27 sierpnia 2016 zespół po raz trzeci wznowił działalność występując na festiwalu rockowym Książ Rock Zone w Książu Wielkopolskim. Nowym wokalistą grupy został Andrzej Kwiatkowski (ex XpressivE).
W czerwcu 2020 ukazała się reedycja albumu Demon w formacie cyfrowym. Materiał poddano remasteringowi w Case Studio.
14 kwietnia 2021 Fatum zaprezentował minialbum (EP) zawierający dwa premierowe utwory oraz dwa przeboje "Mania Szybkości" i "Bo Demon". Singlem promującym wydawnictwo było nagranie "Jeszcze Wczoraj" poświęcone zmarłemu wokaliście Krzysztofowi Ostasiukowi. Wydawnictwo ukazało się w formie fizycznej na płycie CD (CSF02).

## Dyskografia
- Mania szybkości (1989, Wifon)
- Demon (1993, Schubert Music)
- Chcę Uciec Stąd (2021, Case Studio PL-G16)